# Liste der Monuments historiques in Penmarch
Die Liste der Monuments historiques in Penmarch führt die Monuments historiques in der französischen Gemeinde Penmarch auf.

## Liste der Bauwerke
| Bezeichnung                                              | Beschreibung | Standort                                            | Kennzeichnung | Schutzstatus | Datum | Bild           |
| -------------------------------------------------------- | ------------ | --------------------------------------------------- | ------------- | ------------ | ----- | -------------- |
| Kapelle Notre-Dame-de-la-Joie                            |              | (Lage)                                              | PA00090149    | Classé       | 1916  | weitere Bilder |
| Kapelle Ste-Marie-Madeleine                              |              | (Lage)                                              | PA00090148    | Classé       | 1956  | weitere Bilder |
| Zweiter Menhir von Kerscaven                             |              | (Lage)                                              | PA00090155    | Classé       | 1921  | weitere Bilder |
| Kirche Ste-Thumette                                      |              | Rue du Port-de-Kérity (Lage)                        | PA00090150    | Classé       | 1916  | weitere Bilder |
| Kirche St-Nonna                                          |              | (Lage)                                              | PA00090151    | Classé       | 1862  | weitere Bilder |
| Zehntscheune von Pors-Lambert                            |              | Venelle de Pors Lambert (Lage)                      | PA00090152    | Inscrit      | 1926  | weitere Bilder |
| Menhir von Kervédal                                      |              | Rue du Menhir-Couché (Lage)                         | PA00090153    | Classé       | 1929  | weitere Bilder |
| Musée de la préhistoire finistérienne (Museum)           |              | Pors Carn (Lage)                                    | PA00090156    | Classé       | 1925  | weitere Bilder |
| Phares de la pointe de Penmarc’h mit dem Phare d’Eckmühl |              | (Lage)                                              | PA29000049    | Classé       | 2011  | weitere Bilder |
| Erster Menhir von Kerscaven                              |              | (Lage)                                              | PA00090154    | Classé       | 1889  | weitere Bilder |
| Turm der Kirche St-Guénolé                               |              | Rue Pierre-Sémard Rue Frédéric-Jolliot-Curie (Lage) | PA00090159    | Classé       | 1916  | weitere Bilder |
| Turm und Kapelle St-Pierre                               |              | Rue des Naufragés-du-23-Mai-1925 (Lage)             | PA00090158    | Classé       | 1965  | weitere Bilder |
| Tumulus von Poulguen                                     |              | Rue du Tumulus de Poulguen (Lage)                   | PA00090157    | Classé       | 1921  | weitere Bilder |

## Liste der Objekte
- Monuments historiques (Objekte) in Penmarch in der Base Palissy des französischen Kultusministeriums